# Thanh lý
Thanh lý là quá trình kế toán cuối cùng khi một công ty xảy ra sự cố phá sản ở Canada, Vương quốc Anh, Hoa Kỳ, Ireland, Úc, New Zealand, Ý và nhiều quốc gia khác. Quá trình thanh lý cũng phát sinh khi hải quan, một cơ quan hoặc cơ quan ở một quốc gia chịu trách nhiệm thu và bảo vệ thuế hải quan, xác định việc tính toán cuối cùng hoặc xác nhận các khoản thuế hoặc nhược điểm tích lũy trên một mặt hàng nhập cảnh.
Việc thanh lý có thể là bắt buộc hoặc tự nguyện (hầu hết được kiểm soát bởi các chủ nợ).
Thuật ngữ "thanh lý" đôi khi cũng được sử dụng không chính thức để mô tả một công ty đang tìm cách thoái vốn khỏi một số tài sản của mình. Ví dụ, một chuỗi bán lẻ có thể muốn đóng cửa một số cửa hàng của mình. Vì lợi ích của hiệu quả, nó thường sẽ bán những thứ này với giá chiết khấu cho một công ty chuyên thanh lý bất động sản thay vì tham gia vào một lĩnh vực mà công ty có thể không đủ chuyên môn để hoạt động với lợi nhuận tối đa.

## Cơ sở
Các căn cứ mà pháp nhân có thể nộp đơn lên tòa án để xin lệnh thanh lý bắt buộc cũng khác nhau giữa các khu vực tài phán, nhưng thông thường bao gồm:
- Công ty tán thành với phương pháp giải quyết
- Công ty được thành lập như một tập đoàn và chưa được cấp giấy chứng nhận giao dịch (hoặc giấy chứng nhận tương đương) trong vòng 12 tháng kể từ khi đăng ký
- "Công ty đại chúng cũ" (một công ty chưa đăng ký thành công ty đại chúng hoặc trở thành công ty tư nhân theo điều luật mới yêu cầu điều này)
- Công ty tạm thời đình chỉ hoạt động kinh doanh trong thời gian quy định theo luật định (thường là một năm) kể từ khi thành lập, hoặc không hoạt động kinh doanh trong một khoảng thời gian theo luật định.
- Số lượng thành viên đã giảm xuống dưới mức tối thiểu theo quy định của pháp luật
- Công ty không có khả năng thanh toán các khoản nợ khi đến hạn
- Việc thành lập công ty là công bằng và bình đẳng, chẳng hạn như một ví dụ được chỉ định bởi Đạo luật về phá sản[2]

Trên thực tế, phần lớn các điều khoản bắt buộc quay vòng được thực hiện theo một trong hai lý do cuối cùng.
Thông thường, một lệnh sẽ không được thực hiện nếu mục đích của đơn là buộc thanh toán một khoản nợ bị tranh chấp xác thực.
Một sự kết thúc "công bằng và bình đẳng" tạo điều kiện cho các quyền hợp pháp chặt chẽ của các cổ đông được xem xét một cách công bằng. Nó có thể tính đến các mối quan hệ cá nhân về sự tin cậy lẫn nhau. Một lệnh có thể được đưa ra khi các cổ đông tán thành tước bỏ quyền bổ nhiệm và bãi nhiệm giám đốc của chính họ.

## Trình tự thủ tục
Khi việc thanh lý bắt đầu bắt đầu (tùy thuộc vào luật hiện hành, nhưng nói chung sẽ là khi đơn kiện ban đầu được xuất trình, chứ không phải khi tòa án ra lệnh), các quyết định về công ty nói chung là vô hiệu, và các vụ kiện tụng liên quan đến công ty là  nói chung là hạn chế.
Khi xét xử đơn, tòa án có thể bác bỏ đơn khởi kiện hoặc ra lệnh hoãn. Tòa án có thể bác đơn nếu người khởi kiện từ chối một cách bất hợp lý hành động thay thế.
Tòa án có thể chỉ định một người nhận chính thức và một hoặc nhiều người thanh lý, và có quyền hạn chung để cho phép các quyền và nghĩa vụ của những người yêu cầu bồi thường và các khoản đóng góp được giải quyết.  Các cuộc họp riêng biệt của chủ nợ và các thành viên góp vốn có thể chỉ định một người thanh lý hoặc một ủy ban giám sát thanh lý.

### Người nhận thanh lý
Là người được chỉ định bởi người nắm giữ tài sản ghi nợ có tính phí thả nổi đối với tài sản của công ty để thu thập và hiện thực hóa tài sản của công ty đó cũng như để hoàn trả khoản nợ cho người có giấy nợ.

## Thanh lý tự nguyện
Thanh lý tự nguyện xảy ra khi các thành viên của công ty hoàn toàn tự nguyện kết thúc công việc và giải thể. Việc thanh lý tự nguyện bắt đầu khi công ty thông qua nghị quyết công ty  sẽ ngừng hoạt động kinh doanh tại thời điểm đó (nếu công ty chưa làm như vậy).
Thanh lý tự nguyện của các chủ nợ (CVL) là một quy trình được thiết kế để cho phép một công ty mất khả năng thanh toán tự nguyện đóng cửa.  Quyết định thanh lý được đưa ra bởi một nghị quyết của hội đồng quản trị khi đủ 75% cổ đông của công ty tán thành. Nếu các khoản nợ phải trả của một công ty lớn hơn tài sản nó sở hữu hoặc công ty không thể thanh toán các hóa đơn khi đến hạn, công ty sẽ mất khả năng thanh toán.
Nếu công ty có khả năng thanh toán và các thành viên trong công  đã tuyên bố về khả năng thanh toán theo luật, thì việc thanh lý sẽ được tiến hành dưới dạng thanh lý tự nguyện của các thành viên (MVL). Trong trường hợp đó, công ty sẽ chỉ định người thanh lý. Nếu không, việc thanh lý sẽ được tiến hành dựa trên tiêu chí tự nguyện của các chủ nợ và một cuộc họp của các chủ nợ sẽ được triệu tập để giám đốc báo cáo về các hoạt động của công ty.
Trong trường hợp bắt đầu tự nguyện thanh lý công ty, lệnh thanh lý bắt buộc vẫn có thể thực hiện được, nhưng người đóng góp kiến nghị sẽ cần phải đáp ứng với tòa án rằng việc thanh lý tự nguyện sẽ gây một số thiệt hại cho các cổ đông và thành phần liên quan.
Người thanh lý thông thường sẽ có nhiệm vụ xác định liệu có bất kỳ hành vi sai trái nào được thực hiện bởi những người kiểm soát công ty gây ra thành kiến đến tập thể chủ nợ nói chung hay không. Trong một số hệ thống pháp luật, những trường hợp đặc biệt, người thanh lý có thể khởi kiện các bên quản lý vì giao dịch sai trái hoặc gian lận.
Người thanh lý phải xác định xem các khoản thanh toán do công ty thực hiện hoặc các giao dịch đã tham gia có bị vô hiệu hóa do giao dịch định giá thấp hơn hay các điều khoản chưa hợp lý hay không.

## Mức độ ưu tiên của các xác nhận quyền sở hữu
Mục đích chính của việc thanh lý khi công ty mất khả năng thanh toán là thu hồi tài sản, xác định các khoản nợ và đáp ứng các khiếu nại theo cách thức và trình tự do pháp luật quy định.
Người thanh lý phải xác định quyền sở hữu của công ty đối với tài sản thuộc sở hữu của mình. Tài sản đó thuộc sở hữu của công ty, nhưng được cung cấp theo điều khoản quyền sở hữu duy trì hợp lệ nói chung sẽ phải được trả lại cho nhà cung cấp.  Tài sản mà công ty nắm giữ dựa trên sự ủy thác cho bên thứ ba một phần tài sản của công ty có sẵn để thanh toán cho các chủ nợ.
Trước khi các yêu cầu được đáp ứng, các chủ nợ được bảo đảm có quyền thực thi các yêu cầu của họ đối với tài sản của công ty trong phạm vi hợp lệ. Trong hầu hết các hệ thống pháp luật, chỉ có bảo mật cố định được ưu tiên hơn tất cả các quyền; bảo đảm bằng phí thả nổi có thể được hoãn lại cho các chủ nợ ưu đãi.
Những người khiếu nại với các tuyên bố phi tiền tệ chống lại công ty có thể thực thi các quyền của họ đối với công ty. Ví dụ, bên sở hữu hợp đồng mua bán đất hợp lệ với công ty có thể có được một đơn đặt hàng để thực hiện cụ thể và buộc người thanh lý chuyển nhượng quyền sở hữu đất cho họ khi đấu thầu.
Sau khi loại bỏ tất cả các tài sản phải bảo lưu quyền sở hữu, tài sản bảo đảm cố định, hoặc theo yêu cầu độc quyền của người khác, người thanh lý sẽ thanh toán các yêu cầu đối với tài sản của công ty.

## Giải thể
Sau khi giải quyết xong công việc của công ty, người thanh lý phải triệu tập cuộc họp cuối cùng của cổ đông (nếu cổ đông tự nguyện kết thúc), chủ nợ (nếu là xung đột bắt buộc) hoặc cả hai (thỏa thuận).  Sau đó, người thanh lý thường được yêu cầu gửi tài khoản cuối cùng cho Cơ quan đăng ký và thông báo cho tòa án. Sau đó công ty bị giải thể.
Tuy nhiên, trong các khu vực tài phán thông thường, tòa án có quyền quyết định trong một khoảng thời gian sau khi giải thể để tuyên bố giải thể vô hiệu để có thể hoàn thành bất kỳ hoạt động kinh doanh chưa hoàn thành nào.

## Hủy đăng ký
Trong một số khu vực pháp lý, công ty có thể chọn đơn giản là bị loại khỏi danh sách đăng ký công ty như một giải pháp thay thế rẻ hơn cho việc chính thức kết thúc và giải thể. Trong những trường hợp như vậy, đơn đăng ký của các công ty được gửi đến cơ quan đăng ký công ty, nhân viên có thể đình công nếu có lý do hợp lý để tin rằng công ty không hoạt động kinh doanh hoặc đang hoạt động.
Trong trường hợp công ty không nộp bản khai thuế hàng năm hoặc các tài khoản hàng năm và hồ sơ của công ty vẫn không hoạt động, theo đúng hạn, tổ chức đăng ký sẽ loại công ty khỏi danh sách đăng ký.

## Thanh lý tạm thời
Theo luật về mất khả năng thanh toán của công ty của một số khu vực pháp lý thông thường, nơi một công ty đã thực hiện hành vi sai trái hoặc nơi tài sản của công ty được cho là đang gặp nguy hiểm có thể đưa một công ty vào tình trạng thanh lý tạm thời, theo đó người thanh lý  được bổ nhiệm trên cơ sở tạm thời để bảo vệ vị trí của công ty trong khi chờ xét xử toàn bộ đơn kiện. Nhiệm vụ của thanh lý viên tạm thời là bảo vệ tài sản của công ty và duy trì nguyên trạng trong khi chờ xét xử đơn yêu cầu;  người thanh lý tạm thời không đánh giá các khiếu nại chống lại công ty hoặc cố gắng phân phối tài sản của công ty cho các chủ nợ.

## Công ty Phoenix
Ở Anh, nhiều công ty nợ nần quyết định sẽ có lợi hơn nếu bắt đầu lại bằng cách thành lập một công ty mới, thường được gọi là công ty phượng hoàng.  Về mặt kinh doanh, điều này có nghĩa là thanh lý một công ty như là một lựa chọn duy nhất và sau đó tiếp tục lại dưới một cái tên khác với cùng khách hàng và nhà cung cấp.  Trong một số trường hợp, nó có vẻ lý tưởng cho các giám đốc;  tuy nhiên, nếu họ giao dịch dưới một cái tên giống hoặc về cơ bản giống với công ty đang thanh lý mà không có sự chấp thuận của Tòa án, họ sẽ phạm tội theo §216 của Đạo luật Phá sản 1986. Những người tham gia quản lý công ty 'phượng hoàng' cũng có thể phải chịu trách nhiệm cá nhân về các khoản nợ của công ty theo §217 của Đạo luật về phá sản trừ khi được sự chấp thuận của Tòa án.